# Мир хатам, війна палацам (фільм)
«Мир хатам, війна палацам» (рос. «Мир хижинам, война дворцам») — український радянський телевізійний фільм 1970 року режисера Ісаака Шмарука, за мотивами дилогії Юрія Смолича «Мир хатам, війна палацам» та «Реве та стогне Дніпр широкий».

## Сюжет
Фільм розповідає про встановлення радянської влади в Україні в 1917—1918 роках. У центрі сюжету — представники однієї родини Драгомирецьких. Серед героїв фільму — реальні історичні діячі Української революції.

## Акторський склад
- Леонід Бакштаєв — Ростислав Драгомирецький
- Юрій Лавров — полковник Оберучев
- Микола Пішванов — Іван Бриль
- Юрій Фісенко — Данило Бриль
- Клара Лучко — Євгенія Бош
- Борис Сабуров — Максим Колиберда
- Володимир Кашпур — Василь Боженко
- Владислав Стржельчик — Винниченко
- Людмила Сосюра — Софія Галечко
- Галина Гальченко — Тося
- Володимир Бабієнко — Флегонт
- Юрій Дедович — Королевич
- Валерія Заклунна — княжна Долгорукова
- Катерина Крупенникова — Леся
- Дмитро Миргородський — більшовик
- Микола Олялін — Олександр Драгомирецький
- Андрій Подубинський — Харитін
- Лесь Сердюк — Шерстюк
- Сергій Харченко — Демченко
- Володимир Шакало — Наркіс
- Альфред Шестопалов — Володимир Затонський
- Галина Шмакова — Марина
- Ростислав Янковський — П'ятаков
- Анатолій Барчук — Андрій Іванов
- Олександр Гай — Грушевський
- Раїса Недашківська — Роза
- Вілорій Пащенко — Юрій Коцюбинський
- Юрій Саричев — Віталій Примаков
- Богдан Ступка
- Юхим Копелян — Гервасій Драгомирецький
- Владислав Буш — Микола Скрипник
- Гліб Юченков
- Євген Киндинов — англієць
- Федір Панасенко — епізод

## Знімальна група
- Режисер-постановник: Ісаак Шмарук
- Сценарист: Андрій Шемшурін
- Оператор-постановник: Володимир Давидов
- Художники-постановники: Михайло Юферов
- Композитор: Герман Жуковський
- Режисер: Ю. Фокін
- Оператор: М. Бердичевський
- Асистент оператора: Володимир Довгальов
- Звукооператор: Софія Сергієнко
- Редактор: В. Сіліна
- Художники по гриму: А. Лосєва, М. Лосєв
- Художник по костюмах: Галина Нестеровська
- Монтажер: Т. Бикова
- Комбіновані зйомки: оператор — Г. Сігалов, художник — Володимир Цирлін
- Директор картини: Леонід Нізгурецький